# Pseudosinella pseudodecepta
Pseudosinella pseudodecepta is een springstaartensoort uit de familie van de Entomobryidae. De wetenschappelijke naam van de soort is voor het eerst geldig gepubliceerd in 1990 door Arbea & Jordana.